# Aa paleacea
Aa paleacea – gatunek wysokogórskich naziemnych roślin zielnych z rodziny storczykowatych (Orchidaceae). Występuje w Andach, od Kostaryki po Boliwię.

## Morfologia
Krótka łodyga (do 5 cm) z przyziemną rozetą kilku równowąskich liści. Kwiatostan boczny, wyrastający z dolnej części łodygi, osiąga około 25 cm wysokości i jest gęsto pokryty licznymi, kwiatami odwróconymi o kapturkowatym kształcie okwiatu. Kwiaty początkowo są białe i nagie, z czasem brązowieją, w efekcie kwiatostan składa się z kontrastująco białych na szczycie kwiatów i przekwitłych, brązowych w dolnej części. 

## Biologia i ekologia
Geofit kwitnący wiosną i latem. Zasiedla w biomie subalpejskim łąki górskie na wysokościach od 2900 do 4400 m n.p.m.

## Systematyka
Gatunek typowy rodzaju Aa klasyfikowanego do plemienia Cranichidinae w podrodzinie storczykowych (Orchidoideae), rodzina storczykowate (Orchidaceae).